# Bacharach
Bacharach je město v zemském okrese Mohuč-Bingen ve spolkové zemi Porýní-Falc v Německu. Leží mezi městy Bingen am Rhein a Oberwesel, žije v něm přibližně 1 800 obyvatel. Součástí města jsou také vesnice Henschhausen, Medenscheid, Neurath a Steeg. Bacharach leží na západním břehu Rýna, v údolí horního Středního Rýnu, které je od roku 2002 zapsáno na Seznamu světového dědictví UNESCO. Ve městě se nachází zřícenina gotické Wernerovy kaple (Wernerkapelle), nad ní se tyčí hrad Stahleck. Na území Bacharachu stojí také zřícenina hradu Stahlberg.
Přes Bacharach prochází po břehu Rýna silnice B9 (Bundesstraße 9) a železniční trať levobřežní Rýnské dráhy, která má ve městě železniční stanici.
V Bacharachu se roku 1349 uskutečnila svatba římsko-německého a českého krále Karla IV. s Annou Falckou.